# Barkhor

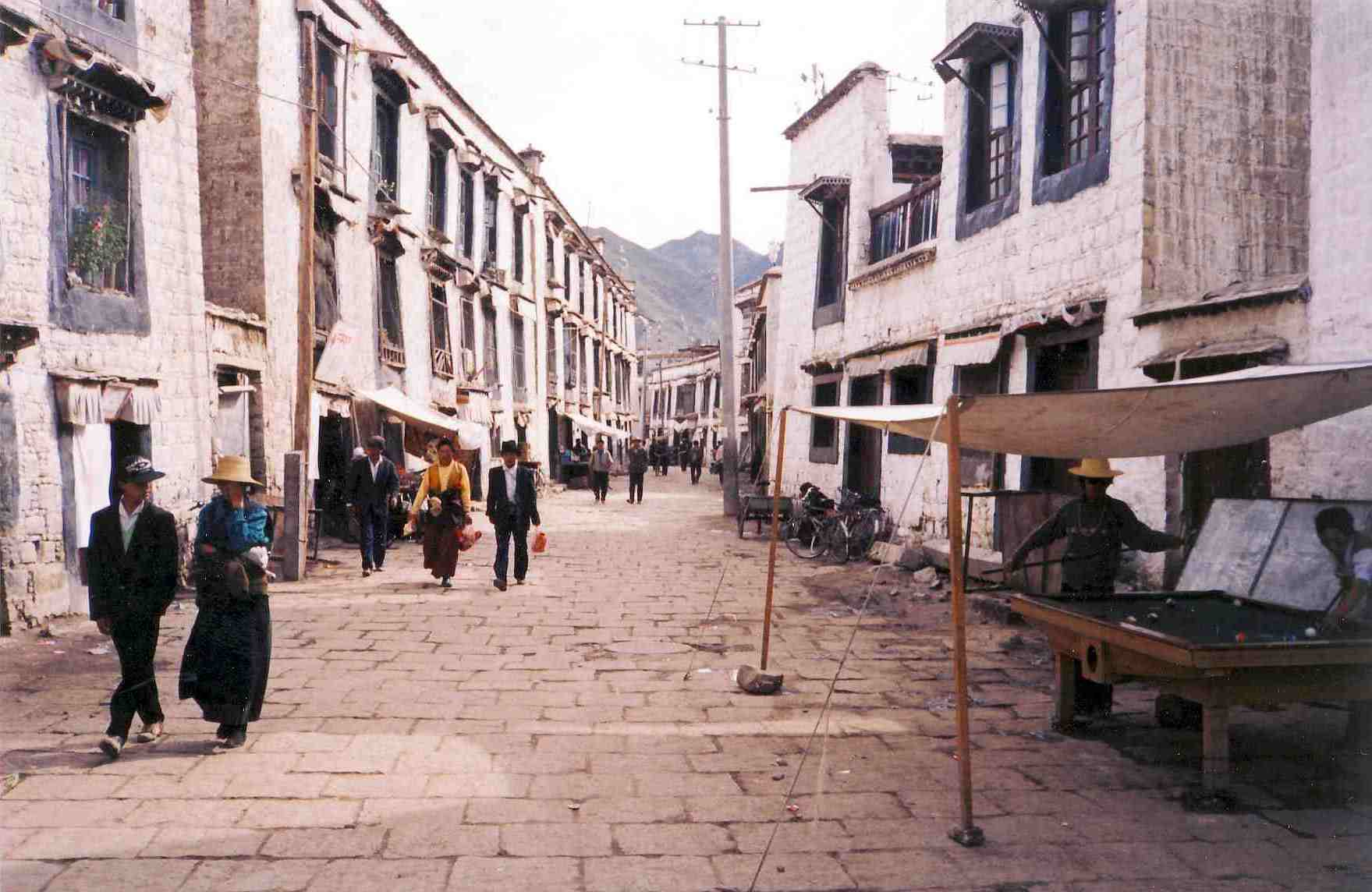
Barkhor (1993)

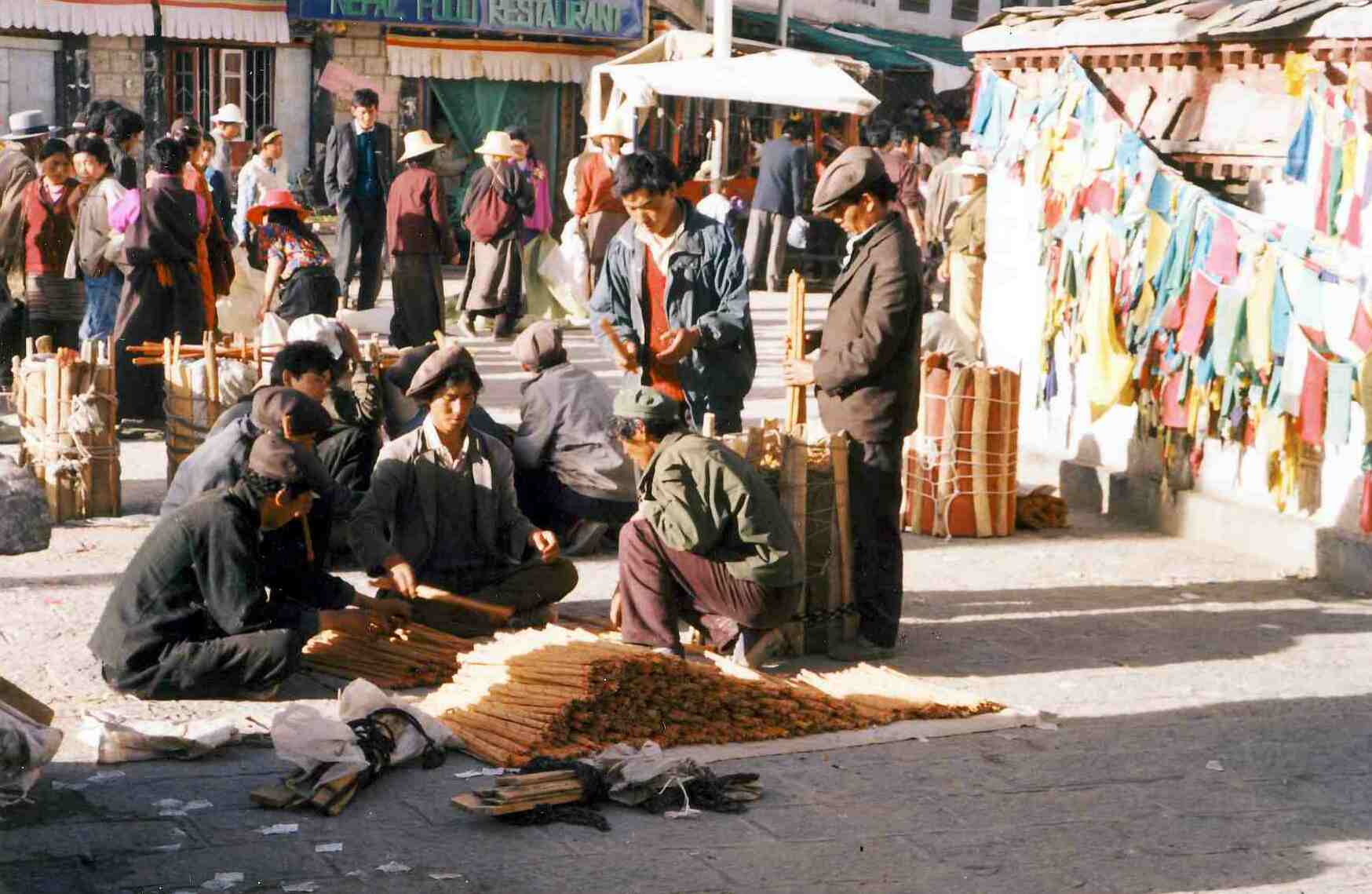
Barkhor, straathandel (1993)

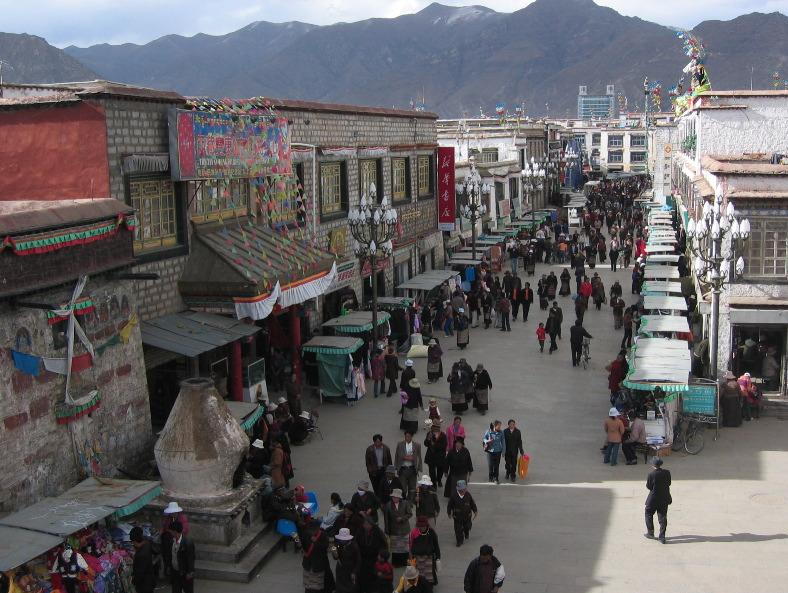
Barkhor (2004)

Barkhor of Barkor is een buurt van nauwe straten en het plein voor de Jokhang-tempel in Lhasa in Tibet. Barkhor trekt veel toeristen sinds de Chinese regering de deur open zette in 1979 voor het toerisme in Tibet. Het is van oudsher een korlam, ofwel een pelgrimspad rondom in dit geval de Jokhang-tempel.
Barkhor was altijd populair als godsdienstige centrale plaats voor pelgrims in Tibet en andere bevolking. In een ronde van één kilometer kan er rond enkele adellijke huizen en de Jokhang-tempel worden gelopen, de voormalige zetel van het Tibetaans staatsorakel die het klooster Muru Nyingba werd genoemd. De naam Barkhor is afgeleid van de Tibetaanse benaming voor pelgrims in Tibet, gnas skor ba, letterlijk: iemand die een rondgang maakt om een heilige plaats.
De Jokhang-tempel is een van de beroemdste tempels van Lhasa en staat op de Werelderfgoedlijst van UNESCO.
Er waren vier grote wierookbranders (sangkangs) die in de vier belangrijkste richtingen continu wierookgeur verspreidden, met als doel de goden te behagen en de Jokhang te beschermen.
Het buitenste pelgrimspad dat als tweeling wordt gezien van de Barkhor is Lingkhor. Een derde ronde was Nangkhor, dat de rituele corridor was om de binnenste kapellen van de Jokhang-tempel. Lingkhor, Barkhor en Nangkhor zijn in te delen als de grote, middelste en kleine ronde.

## Demonstraties
Barkhor was tijdens de opstanden in Tibet tussen 1987 en 1993 het toneel van demonstraties van Tibetaanse monniken en nonnen die riepen om de vrijheid voor Tibet. Hier werden Ngawang Sangdröl, Püntsog Nyidron en Ngawang Phulchung gearresteerd en lange tijd vastgezet.
Tijdens de opstand van 2008 werden monniken op 11 maart geslagen door de oproerpolitie, waarna er rellen uitbraken en de gebouwen in Barkhor in brand werden gestoken.
De meeste oude straten zijn tussen 1993 en 2004 afgebroken en hebben plaatsgemaakt voor bredere straten en nieuwe gebouwen. Volgens de International Committee of Lawyers for Tibet werd dit gedaan om een betere controle te hebben op protesten, waarbij demonstranten in eerste instantie aan politievuur kon ontsnappen via de nauwe straatjes.

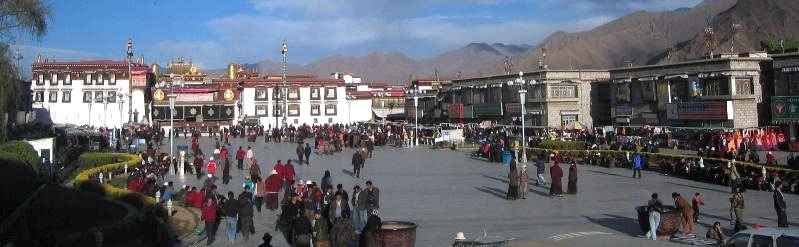
De Jokhang-tempel met het plein ervoor, die onderdeel uitmaken van Barkhor